# دره عشق
دره عشق، روستایی از توابع بخش ناغان شهرستان اردل در استان چهارمحال و بختیاری است. «آبشار دره عشق» در تلاقی جنگل‌های بلوط و رودخانه کارون قرار دارد و یکی از بلندترین آبشارهای ایران است.مردم این روستا به زبان لری بختیاری سخن می گویند.

## آبشار دره عشق
آبشار دره عشق، بعد از روستای جوزستان و پوراز و عبور از روستای دورک اناری مجاور روستای دره عشق دهستان مشایخ در بخش ناغان، شهرستان کیار و استان چهارمحال و بختیاری و در فاصله ۱۲۰ کیلومتری شهرکرد قرار گرفته‌است. این آبشار با ارتفاع ۱۰۰ متر یکی از بلندترین آبشارهای ایران است. رود کارون از کنار این آبشار عبور می‌کند و آب آبشار را هم همراه خود می‌کند.

## جمعیت
این روستا در دهستان مشایخ قرار دارد و براساس سرشماری مرکز آمار ایران در سال ۱۳۸۵، جمعیت آن ۱۵۴ نفر (۳۶خانوار) بوده‌است.